# Wanda Stuart
Wanda Stuart, född 6 januari 1968 i Lissabon, är en portugisisk sångerska. Hon blev känd för sina musikalframträdanden.
Hon deltog i Festival da Canção 2011, Portugals uttagning till Eurovision Song Contest 2011, med låten "Chegar à tua voz". Finalen hölls den 5 mars och hon hamnade på delad fjärde plats tillsammans med hela fem andra bidrag som också de hade fått 10 poäng vardera.